# Disparo a quemarropa
Un disparo a quemarropa (también llamado a bocajarro) es aquella herida de bala que se produce mientras la boca del arma de fuego está en contacto directo con el cuerpo en el momento del disparo. Este tipo de disparo suele producirse en tiroteos a corta distancia, suicidios o ejecuciones.

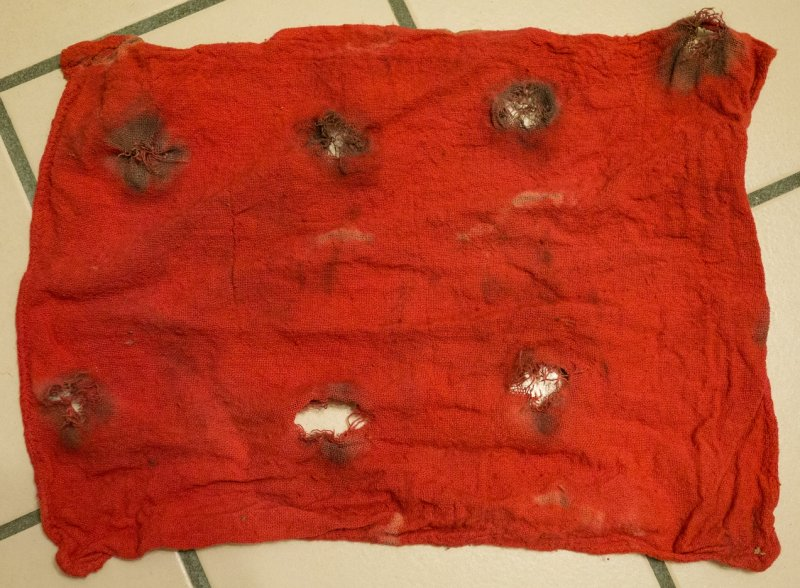
Efectos de un disparo a quemarropa de una pistola calibre .38 Special sobre una tela doblada. Los residuos de disparos son visibles como marcas oscuras alrededor de los desgarros de la tela.

## Efectos terminales
Las heridas por arma de fuego a quemarropa son devastadoras, ya que el cuerpo absorbe toda la descarga del cartucho, no solo el impacto del proyectil. En este caso, la inyección de gases propulsores que se expanden rápidamente puede causar mucho más daño que la propia bala. Incluso un cartucho de fogueo puede causar fácilmente heridas letales si se dispara en contacto con el cuerpo.
Las armas de fuego como las avancargas y las escopetas suelen tener materiales adicionales en el tiro. Si bien generalmente son demasiado livianos para penetrar a distancias más largas, penetrarán en un tiro de contacto. Dado que suelen estar hechos de materiales porosos como tela y cartón, existe un riesgo significativamente mayor de infección de la herida.

## Características
En el campo de la balística forense, las características de un disparo a quemarropa suelen ser una parte importante a la hora de recrear un tiroteo. Un disparo a quemarropa produce una herida distintiva, con daño tisular extenso por el propulsor ardiente. Las quemaduras de pólvora cubrirán una zona muy pequeña alrededor de la herida de entrada; a menudo habrá un patrón distintivo, llamado tatuaje. Los tatuajes en forma de estrella a menudo son causados por las estrías del cañón del arma y las bocachas apagallamas o frenos de boca, que también pueden crear patrones distintivos. La forma del tatuaje puede ayudar a identificar el arma de fuego utilizada.
En muchos casos, la absorción por parte del cuerpo del disparo del cañón actuará como silenciador, atrapando los gases propulsores debajo de la piel y amortiguando el sonido del disparo.